# Bulbophyllum stenophyton
Bulbophyllum stenophyton är en orkidéart som först beskrevs av Leslie Andrew Garay och Walter Kittredge, och fick sitt nu gällande namn av Ined. Bulbophyllum stenophyton ingår i släktet Bulbophyllum och familjen orkidéer. Inga underarter finns listade i Catalogue of Life.